# Teodoru Vaszilisz
Teodoru Vaszilisz (Miskolc, 1962. augusztus 22. –) labdarúgó, edző. Testvére Teodoru Borisz labdarúgó. A sportsajtóban Teodoru II néven volt ismert.

## Pályafutása

### Játékosként
Teodoru Vaszilisz a DVTK-ban kezdte játékospályafutását, 1984-ig itt játszott középpályásként. Ekkor a Vasas hívó szavára hagyta el szülővárosát, s igazolt Budapestre. 1990-ben a BVSC játékosa lett. 1991-ben Ciprusra igazolt, ahol egy  évet játszott, majd a Vasasban és a REAC-ban szerepelt, végül Ausztriába, a SKN St. Pölten csapatába igazolt, s innen vonult vissza 1998-ban.

### Edzőként
Még vissza sem vonult, amikor elkezdte az edzői pályát, s az MTK utánpótláscsapatainál dolgozott. 2000-ben az Újpest FC-hez ment segédedzőnek, 2001-től az MTK utánpótlásbázisán, a Sándor Károly Akadémián dolgozott. 2004 óta közvetlenül az MTK-nál dolgozik, a ligacsapat irányítása és Garami József, majd László Csaba segítése a nagycsapatnál volt a feladata. 2016 februárja óta az MTK vezetőedzője. 2006-ban az MLSZ felkérte átmenetileg az U19-es válogatott irányítására, amelyet 1 hónapig irányított, mígnem átvette tőle a csapatot Várhidi Péter. Bozsik Péter lemondása után, Várhidi Péter mellett, őt kérte fel az elnökség a válogatott irányítására. A Kanada elleni mérkőzésen ült először a nagyválogatott kispadján szakemberként, pályaedzői beosztásban. 2016 februárjától decemberéig az MTK vezetőedzője volt. Irányításával a kék-fehér klub az NB I-ben 40 tétmérkőzésen 13 győzelmet, 13 döntetlent és 14 vereséget számlál. 2018 májusában az NB III-as Monori SE szakmai igazgatója lett, de egy szezon elteltével újból csatlakozott az MTK edzői stábjához. 2021 októberében ideiglenes megbizatással ismét az MTK vezetőedzője lett, miután Giovanni Costantino távozott a csapat éléről.

## Sikerei, díjai
- Magyar bajnokság
  - 3.: 1978–79
- Magyar kupa (MNK)
  - győztes: 1980, 1986

## Statisztika

### Edzőként
| Csapat       | –tól             | –ig | Statisztika | Statisztika | Statisztika | Statisztika | Statisztika | Statisztika | Statisztika | Statisztika |
| Csapat       | –tól             | –ig | M           | GY          | D           | V           | RG          | KG          | GK          | GY %        |
| ------------ | ---------------- | --- | ----------- | ----------- | ----------- | ----------- | ----------- | ----------- | ----------- | ----------- |
| MTK Budapest | 2016. február 3. |     | 26          | 9           | 8           | 9           | 22          | 31          | –9          | 34,6%       |

Csak a bajnoki mérkőzéseket számítva